# Borgo Vercelli
Borgo Vercelli is een gemeente in de Italiaanse provincie Vercelli (regio Piëmont) en telt 2173 inwoners (31-12-2004). De oppervlakte bedraagt 19,4 km², de bevolkingsdichtheid is 112 inwoners per km².

## Demografie
Borgo Vercelli telt ongeveer 914 huishoudens. Het aantal inwoners steeg in de periode 1991-2001 met 0,4% volgens cijfers uit de tienjaarlijkse volkstellingen van ISTAT.
| Jaar | Inwoneraantal |
| ---- | ------------- |
| 1991 | 2149          |
| 2001 | 2158          |

## Geografie
Borgo Vercelli grenst aan de volgende gemeenten: Casalino (NO), Casalvolone (NO), Vercelli, Villata, Vinzaglio (NO).